# 1104 هـ
ألف ومئة وأربعة 1104 هـ هي سنة في التقويم الهجري امتدت مقابلةً في التقويم الميلادي بين سنتي 1692 و1693.

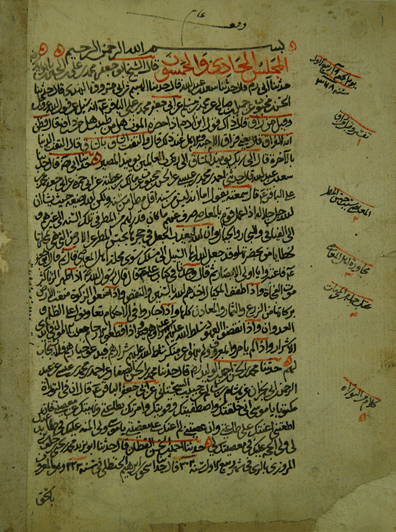
خط منسوب للحر العاملي من عام 1114 هـ.

## مواليد
- عبد الله بن حسين السويدي، لغوي وكاتب عراقي.

## وفيات
- بلعرب بن سلطان اليعربي

### رمضان
- 21 رمضان - محمد بن الحسن الحر العاملي، عالم دين وفقيه ومرجع ومُحدِّث شيعي لبناني.